# Vyšebrodský průsmyk

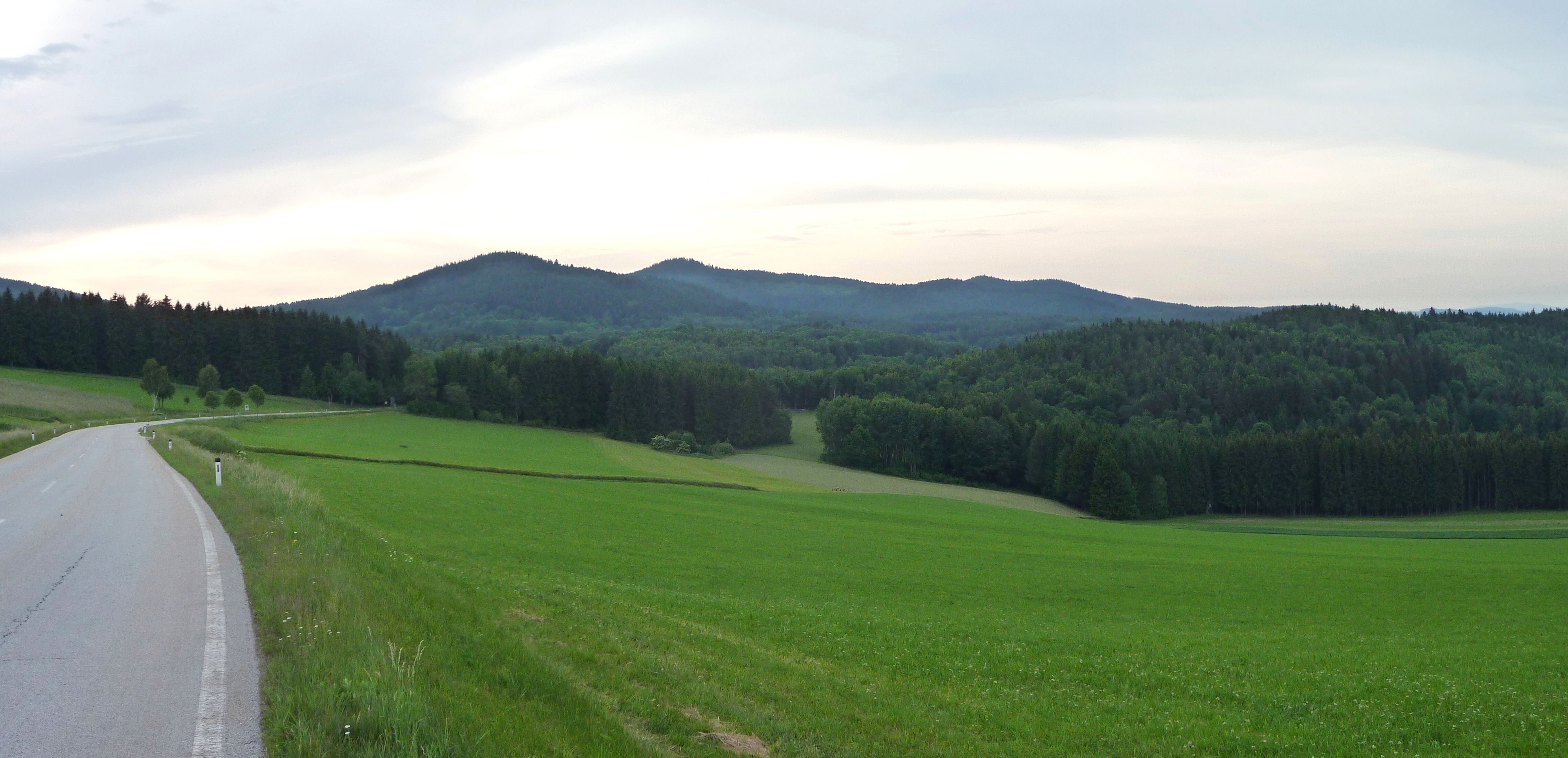
Vyšebrodský průsmyk z rakouské strany

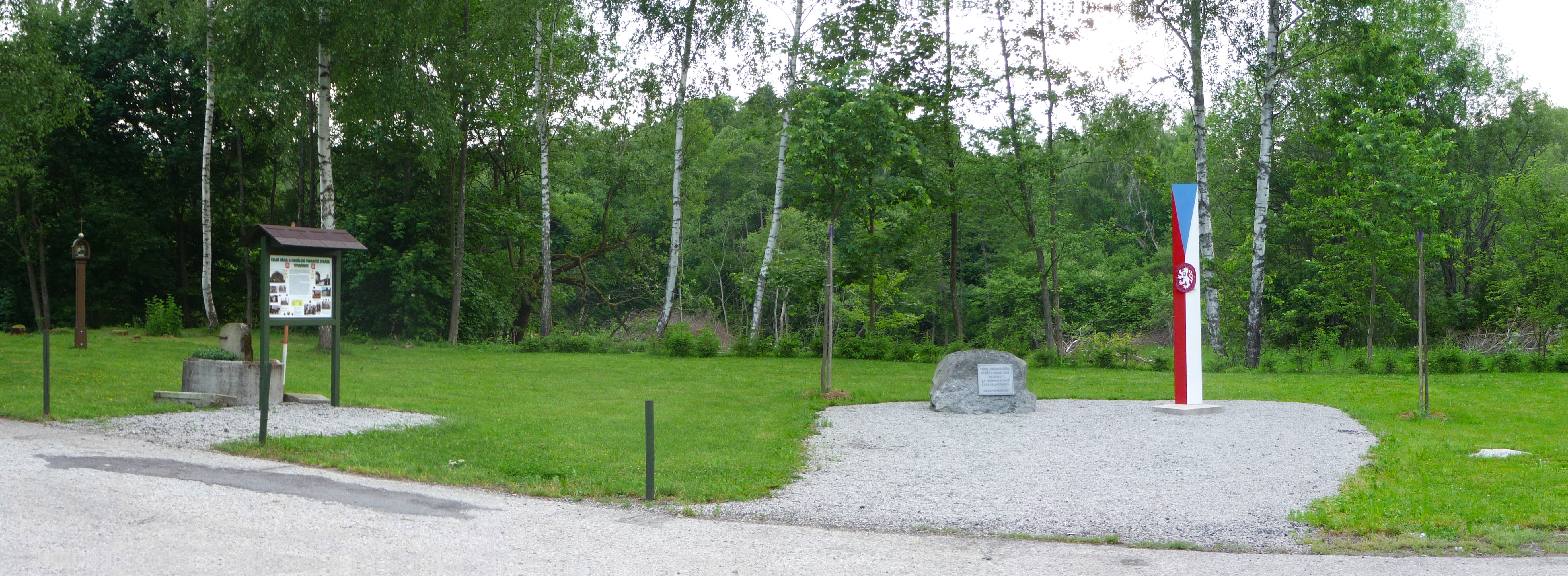
Pomník československým hraničářům na české straně průsmyku, připomínající česko-německé boje v roce 1938

Vyšebrodský průsmyk je průsmyk u města Vyšší Brod, oddělující Šumavu od Šumavského podhůří (a v širším slova smyslu od východněji situovaných Novohradských hor). Nachází se na státní hranici s Rakouskem v nadmořské výšce 764 m. Poblíž průsmyku se nalézá nejjižnější bod České republiky.

## Historie
Vyšebrodským průsmykem vedla Linecká stezka – jedna z nejstarších soumarských stezek, která vedla od Dunaje do Čech již v dobách bójského osídlení. Tudy přicházeli do Boiohaema římští obchodníci a opačným směrem germánští Markomané na římské tržiště do Lentie (dnešní Linec). Využívána byla i v později - z roku 906 pochází zmínka v Raffelstetském celním řádu, že po ní dopravovali obchodníci z Čech na podunajské tržiště otroky, koně a vosk, aby je vyměnili zpravidla za sůl. Ve 12. a 13. století byla stezka nazývaná „soumarská silnice“, „soumarská cesta“, nebo také „stará cesta do Čech“.

## Současnost
V průsmyku je silniční hraniční přechod Studánky–Weigetschlag mezi Českem a Rakouskem a vede přes něj silnice II/161.